# Irukandji-gople
Irukandji-gopler er små og ekstremt giftige nældecelledyr, som bebor Australiens have 
og som er i stand til at fyre deres nældeceller ind i deres ofre, hvis samlede symptomer er kendt som Irukandji-syndrom. Irukandji-gopler er ikke større end 1 cm3. Der er to kendte Irukandji-arter: Carukia barnesi og den nylige opdagede Malo kingi.
Irukandji-syndrom symptomerne blev først dokumenteret af Hugo Flecker 
i 1952 og navngivet efter Irukandji-folket hvis land strækker sig langs det nordlige Cairns, Queensland kyststribe. 
Den første af disse Irukandji-gopler, Carukia barnesi, blev identificeret i 1964 af Dr. Jack Barnes. For at teste om den var årsagen til Irukandji-syndromet, fangede han et lille eksemplar og mens hans søn og en livredder observerede, lod han den brænde/stikke sig.

## Levesteder
Irukandji-gopler blev tidligere antaget for kun at leve i de nordlige Australiens have. Siden da, ifølge til en National Geographic dokumentar om gopler, er arterne fundet så langt nordpå som de britiske øer, Japan, Floridas kyster.

## Biologi
Irukandji-gobler er meget små med klokker på omkring 0,5-1 cm i diameter og fire lange tentakler hvis længde kan være fra nogle få cm til én meter. Stikkecellerne (nematocyster) kommer i klumper, og ses som ringe af små røde prikker omkring klokken og langs tentaklerne.
Kun lidt er kendt om deres livscyklus og gift. Det er til dels på grund af, at de er små og skrøbelige og forudsætter speciel håndtering og behandling. Irukandji-goblers gift er meget stærk, 100 gange så giftig som en cobras og 1.000 gange så giftig som en tarantulas. Forskere formoder at giften er så giftig for at dets byttedyr, små hurtige fisk og krebsdyr, hurtigt immobiliseres.  At dømme ud fra statistikken, ser det ud til at Irukandji-syndromet kan gives af yderligere arter af gopler, men kun Carukia barnesi og Malo kingi er indtil videre de eneste, som beviseligt kan forårsage Irukandji-syndromet.